# Трнка, Иржи (футболист)
Иржи Трнка (чеш. Jiří Trnka; 2 декабря 1926, Чехословакия — 1 марта 2005) — чехословацкий футболист, игравший на позиции защитника.

## Карьера

### Клубная
За свою карьеру играл за пражские клубы «Славия» и «Дукла»: выиграл чемпионаты страны в 1948, 1953 и 1956 годах (один раз в составе «Славии» и дважды в составе «Дуклы»).

### В сборной
В сборной провёл 23 игры и забил 3 гола. Участвовал в чемпионате мира 1954 в Швейцарии (сыграл матчи против Австрии и Уругвая).